# Коптевщина
Коптевщина (укр. Коптівщина) — село на Украине, находится в Овручском районе Житомирской области. Расположено на реке Хайчанка.
Код КОАТУУ — 1824286205. Население по переписи 2001 года составляет 452 человека. Почтовый индекс — 11132. Телефонный код — 4148. Занимает площадь 1,736 км².

## Адрес местного совета
11132, Житомирская область, Овручский р-н, с.Покалев